# دی وود
دی وود (به هلندی: De Woude) یک منطقهٔ مسکونی در هلند است که در کاستریکوم واقع شده‌است. دی وود c نفر جمعیت دارد.